# Looking at You
「Looking at You」（ルッキング・アット・ユー）は、1988年10月26日にNECアベニューから発売された川越美和のメジャーデビューシングルである。

## 概要
- 一正蒲鉾CMソング
- キャッチコピーは「天然的美少女」

## 収録曲
1. Looking at You [4:20]
作詞：池永康示、作曲：謝花義哲、編曲：石川慶彦
2. 気持ちfade in [4:30]
作詞：鈴木かずみ、作曲：沼田光司、編曲：安藤高弘